# Rastacap
 (août 2020).
Si vous disposez d'ouvrages ou d'articles de référence ou si vous connaissez des sites web de qualité traitant du thème abordé ici, merci de compléter l'article en donnant les références utiles à sa vérifiabilité et en les liant à la section « Notes et références ».

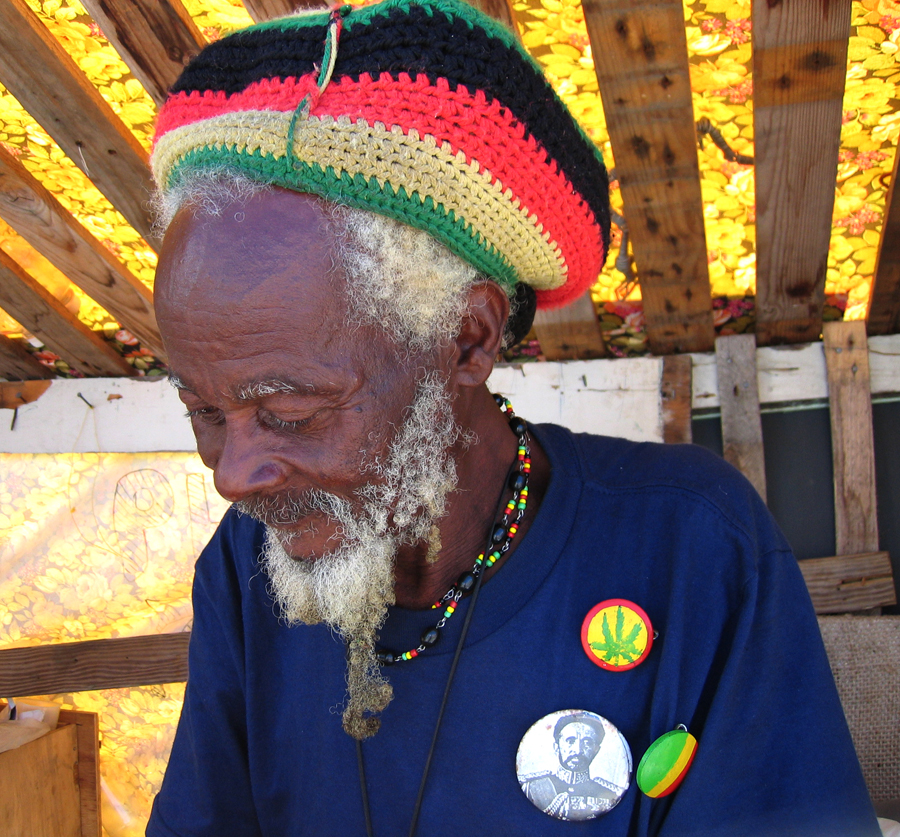
Rastafari à la Barbade portant un rastacap

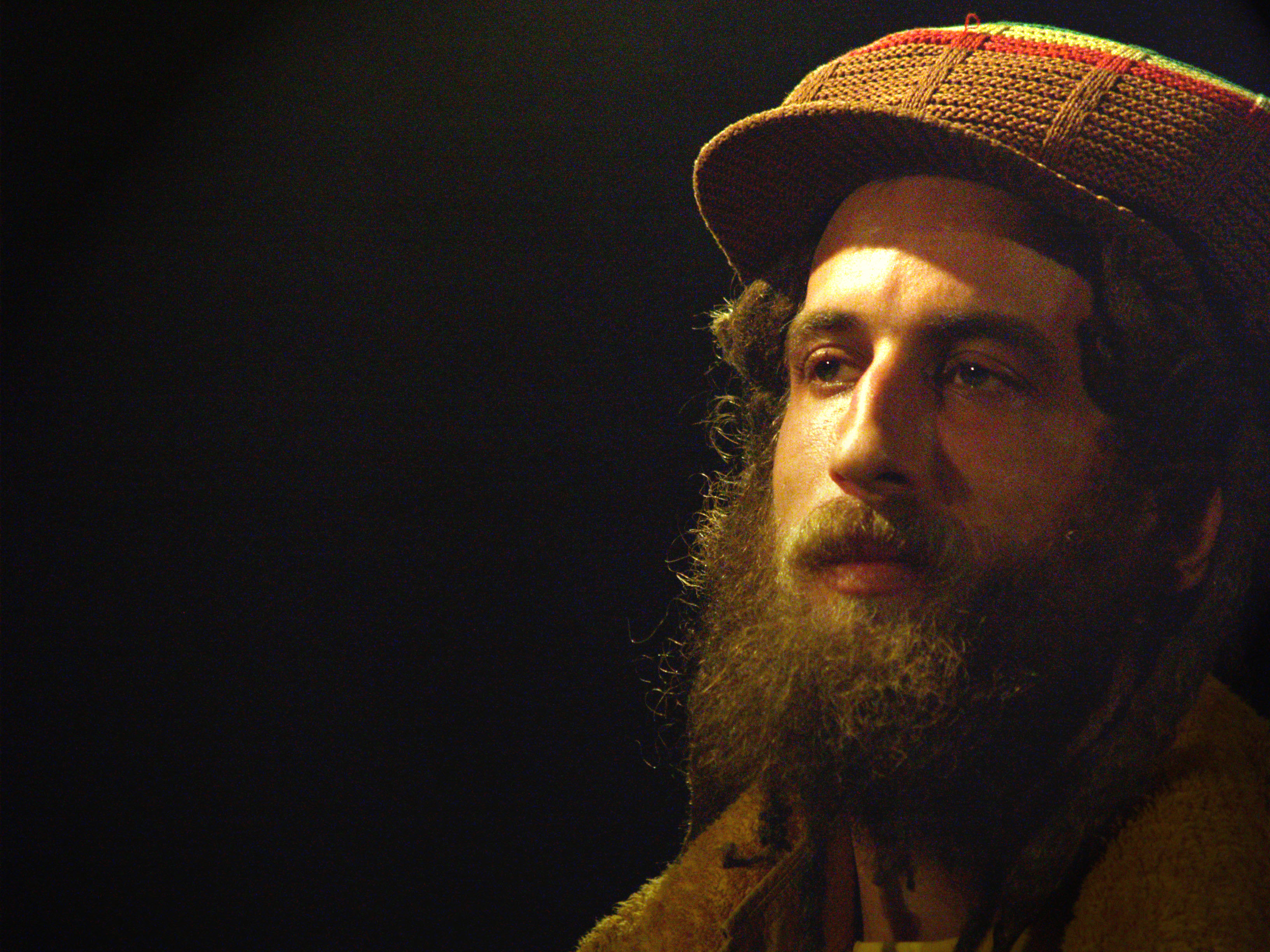
Chapeau Rastafari moderne incorporant le sommet de la casquette.

Le rastacap ou tam est un bonnet rond, grand (en fonction de la longueur des cheveux de l'utilisateur) et crocheté. Il est le plus souvent associé à la pat[pas clair] comme moyen pour les Rastafari (Rastas) aux autres personnes portant des dreadlocks de cacher leurs cheveux, mais peuvent être portés pour diverses raisons (telles que religieuses) par les Rastas et les non-Rastas. La casquette est principalement portée par les hommes[réf. nécessaire]. 
Le rastacap est parfois appelé, à tort, "Tam" (ou "tam"); ce type de couvre-chef est un autre bonnet vaguement ancestral du rastacap[réf. nécessaire]. D'autres termes utilisé dans les Caraïbes pour le rastacap incluent le rastafar (parfois avec un terminal silencieux -r ), le toppa [h] et simplement le bonnet ou le chapeau. 